# هندسه مولکولی هرمی مربع

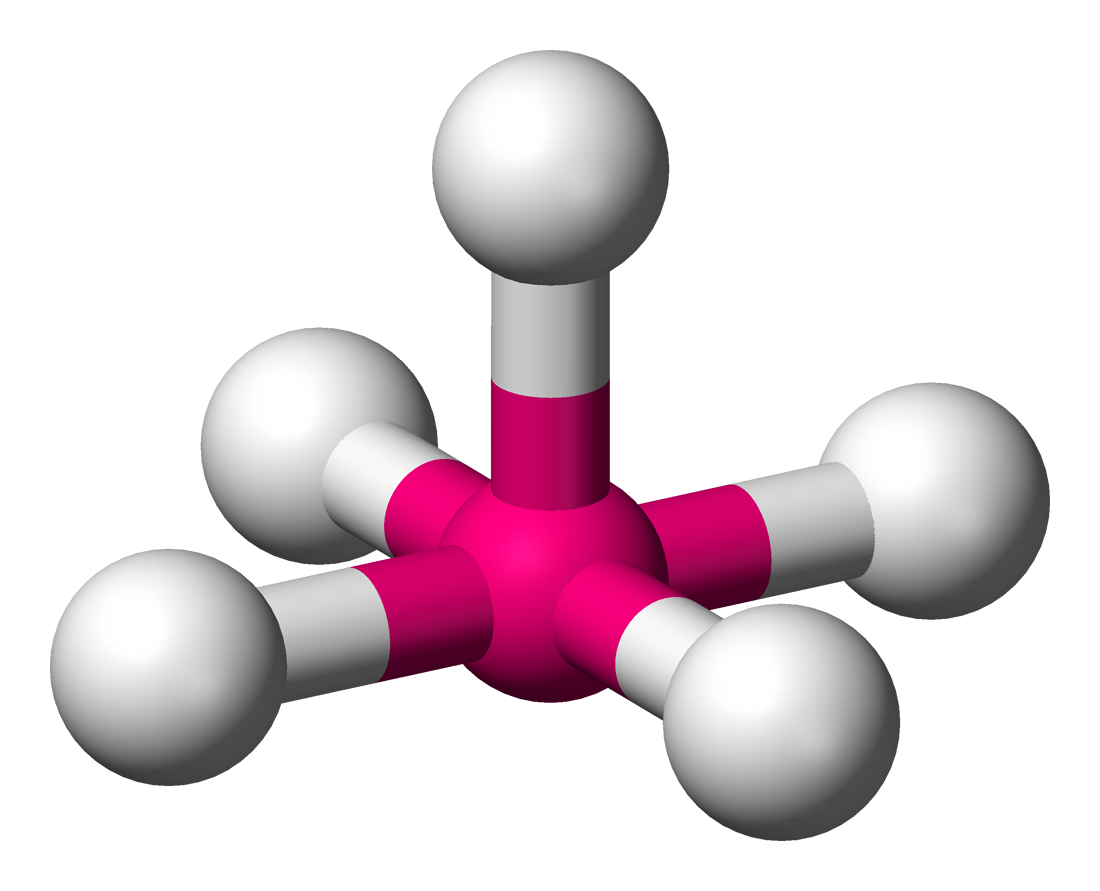
شکل آرمانی ساختار هندسه مولکولی هرمی مربع.

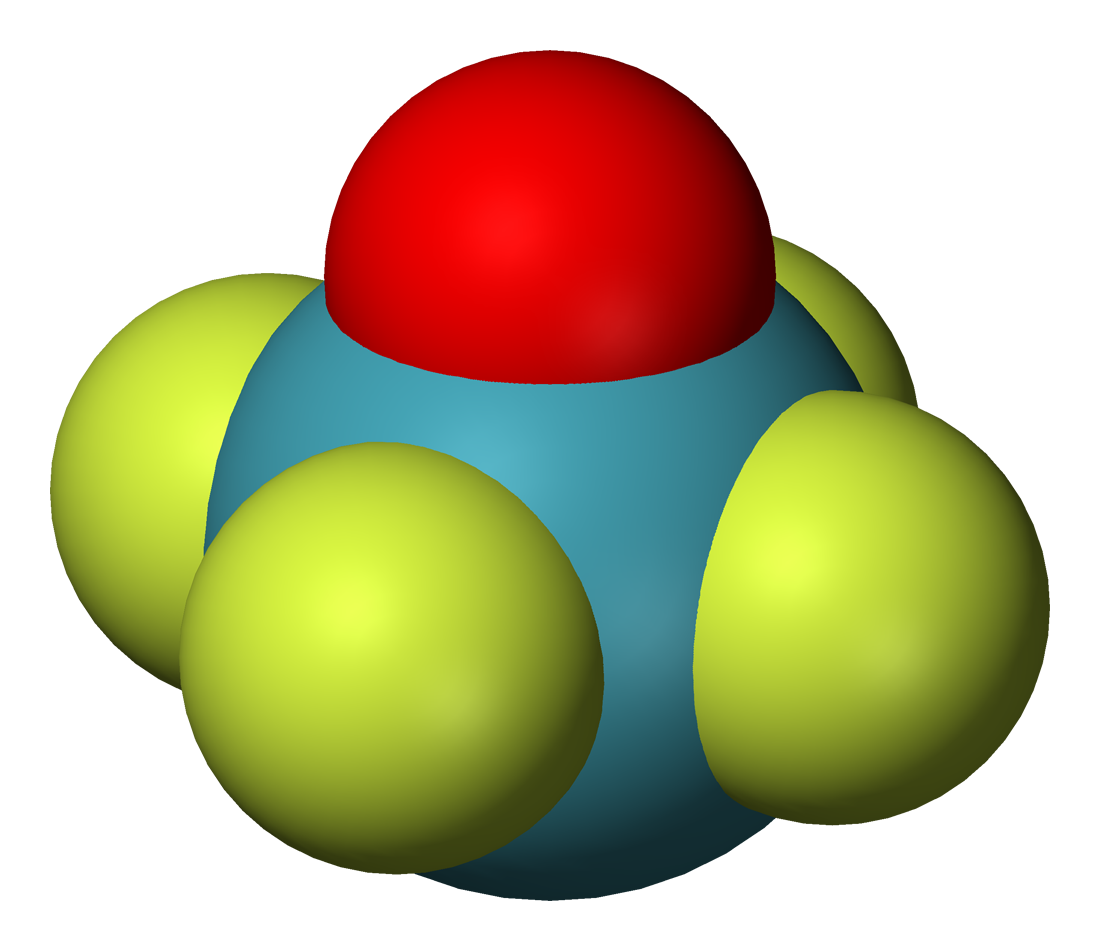
ساختار اکسی‌هگزافلورید زنون

در هندسه مولکولی، هرمی مربع عبارت است از شکل برخی ترکیب‌ها با فرمول‌ها ML5 که در آن‌ها L یک لیگاند است. اگر اتم‌های لیگاند به هم پیوندخورده باشند هندسهٔ بدست آمده یک هرم با قاعدهٔ مربع خواهد بود. برخی ترکیب‌ها به هر دو ساختار دو هرمی لوزی پهلو و هرمی مربع می‌توانند درآیند مانند [Ni(CN)5]3−.

## نمونه‌ها
برخی ترکیبات مولکولی با این ساختار عبارتند از: XeOF4 و چندین هالوژن پنتافلوئورید (XF5، که در آن X = Cl, Br, I)، کمپلکس‌های وانادیم (IV) مانند [VO(acac)2] که در آن acac عبارت است از استیل استنات.